# Signal optique évoqué

La mesure du signal optique évoqué ou encore signal optique lié à l'événement (en:event-related optical signal, EROS) est une technique utilisée dans le domaine des neuroscience. Elle utilise le fait que l'activité des neurones modifie leurs propriétés optiques. En mesurant la quantité de lumière diffusée, on peut donc déduire l'activité des neurones qu'elle traverse.
Il s'agit d'une méthode relativement récente (développée à la fin des années 1990) mais elle repose sur un phénomène mis en évidence dès 1949 par D. K. Hill, un neurologue anglais : les tissus nerveux lorsqu'ils sont en activité diffusent moins la lumière qui les traverse que lorsqu'ils sont au repos. L'explication de ce phénomène reste mal comprise mais il pourrait être lié aux transferts ioniques à travers la membrane cellulaire des neurones (qui modifieraient la composition chimique de l'environnement cellulaire et donc son indice de réfraction) ainsi qu'aux échanges simultanés de molécules d'eau (qui, en modifiant le volume du corps cellulaire, distendent ou rétractent la membrane et modifie donc sa transparence).
De même que pour l'imagerie spectroscopique proche infrarouge, on utilise la gamme proche infrarouge du spectre (entre 700 et 1000nm) qui traverse relativement bien les tissus organiques. Cela permet de mesurer à partir de la surface du scalp, l'activité des tissus nerveux jusqu'à une profondeur d'environ 3 à 5 cm.
L'intérêt de cette méthodologie repose sur sa résolution temporelle : on enregistre des modifications des propriétés optiques qui se produisent à la même vitesse que les échanges ioniques, c'est-à-dire à la même vitesse que l'activité neuronale elle-même, contrairement à l'imagerie spectroscopique proche infrarouge qui est basée sur la réponse hémodynamique qui met plusieurs secondes à apparaître après le changement d'activité des neurones.